# Emil Johanson (socialdemokrat)
Emil Gereon Johanson (i riksdagen kallad Johanson i Norrtälje, senare Johanson i Grängesberg), född 5 april 1885 i Linköping, död där 27 april 1954, var en svensk överlärare och politiker (socialdemokraterna).
Emil Johanson var riksdagsledamot i första kammaren för Stockholms läns och Uppsala läns valkrets 1929–1930. Han är begravd på Västra griftegården i Linköping.